# Secale vavilovii

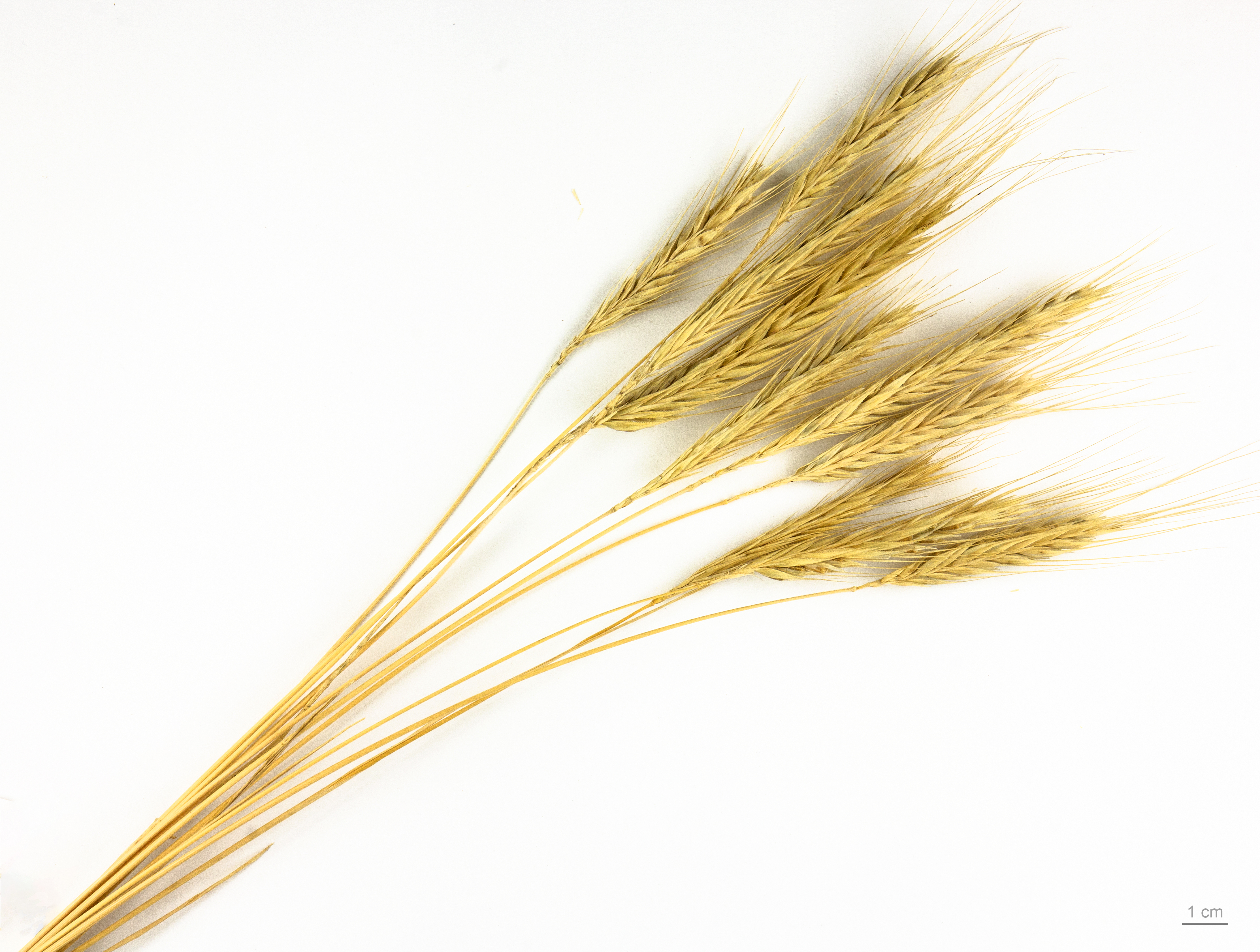
Secale vavilovii

Secale vavilovii är en gräsart som beskrevs av Aleksandr Alfonsovitj Grossgejm. Secale vavilovii ingår i släktet rågsläktet, och familjen gräs. Inga underarter finns listade i Catalogue of Life.